# Söder, Halmstad

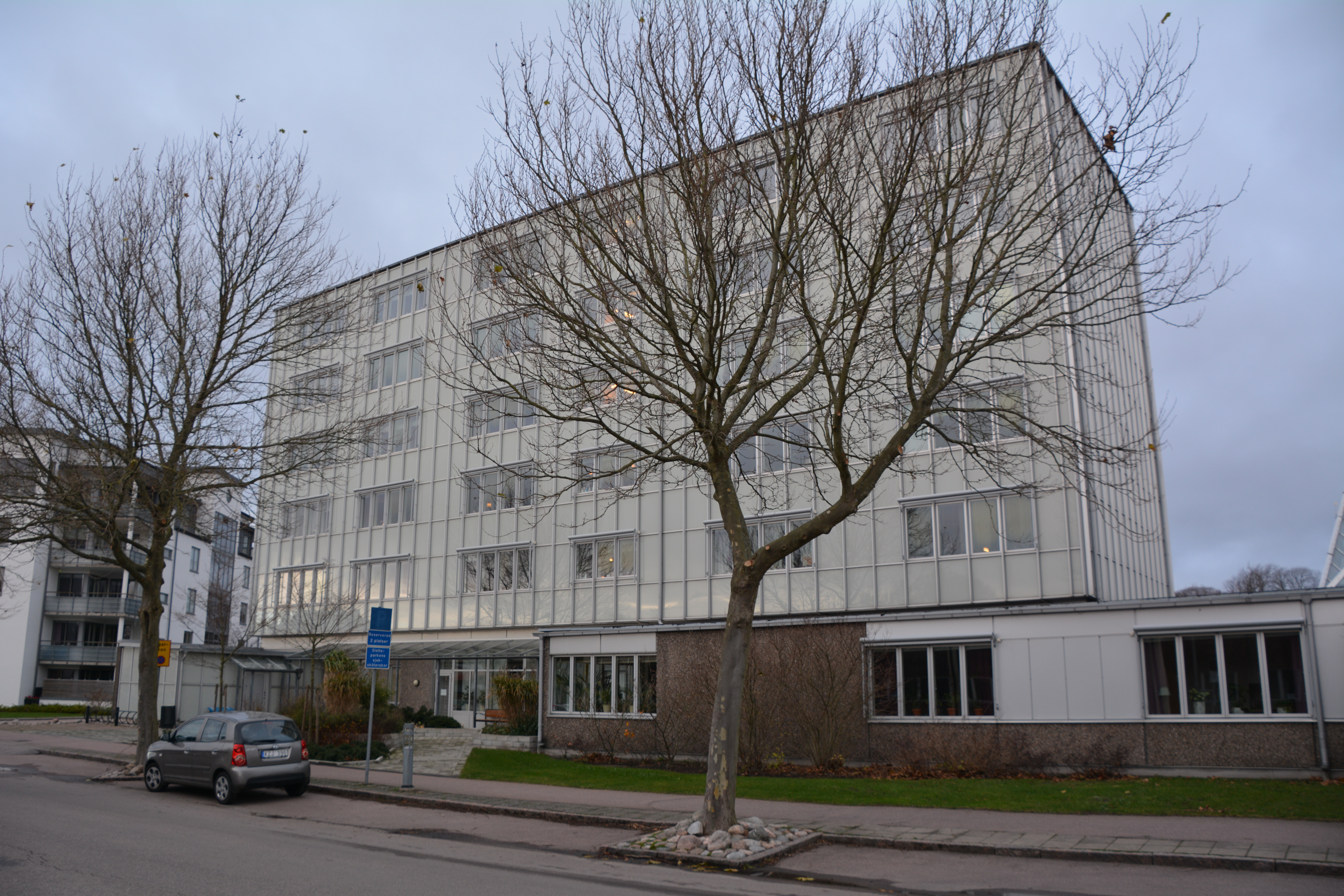
Gamla polishuset, numera Slottsparkens äldreboende, 2015.

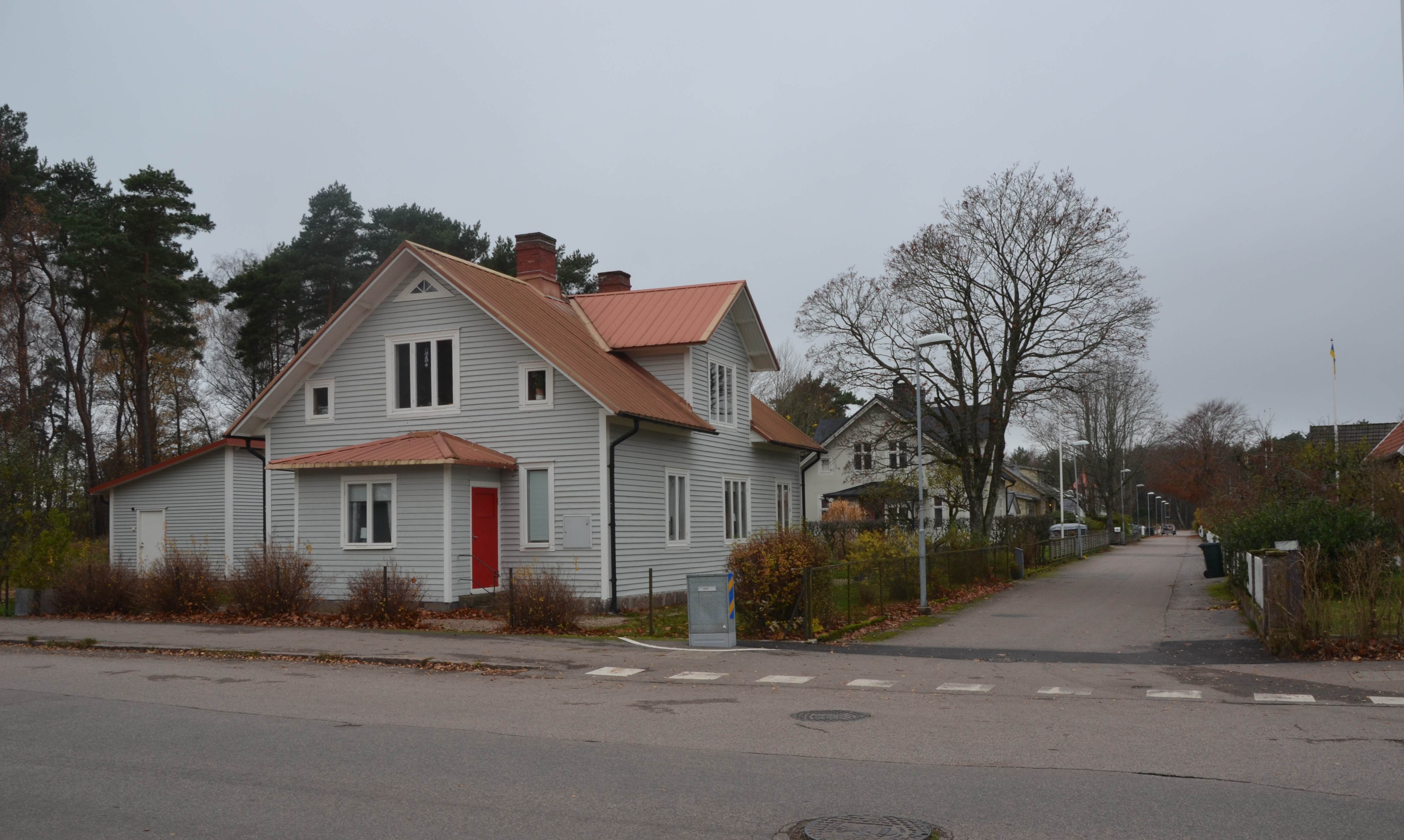
Lotskolonien.

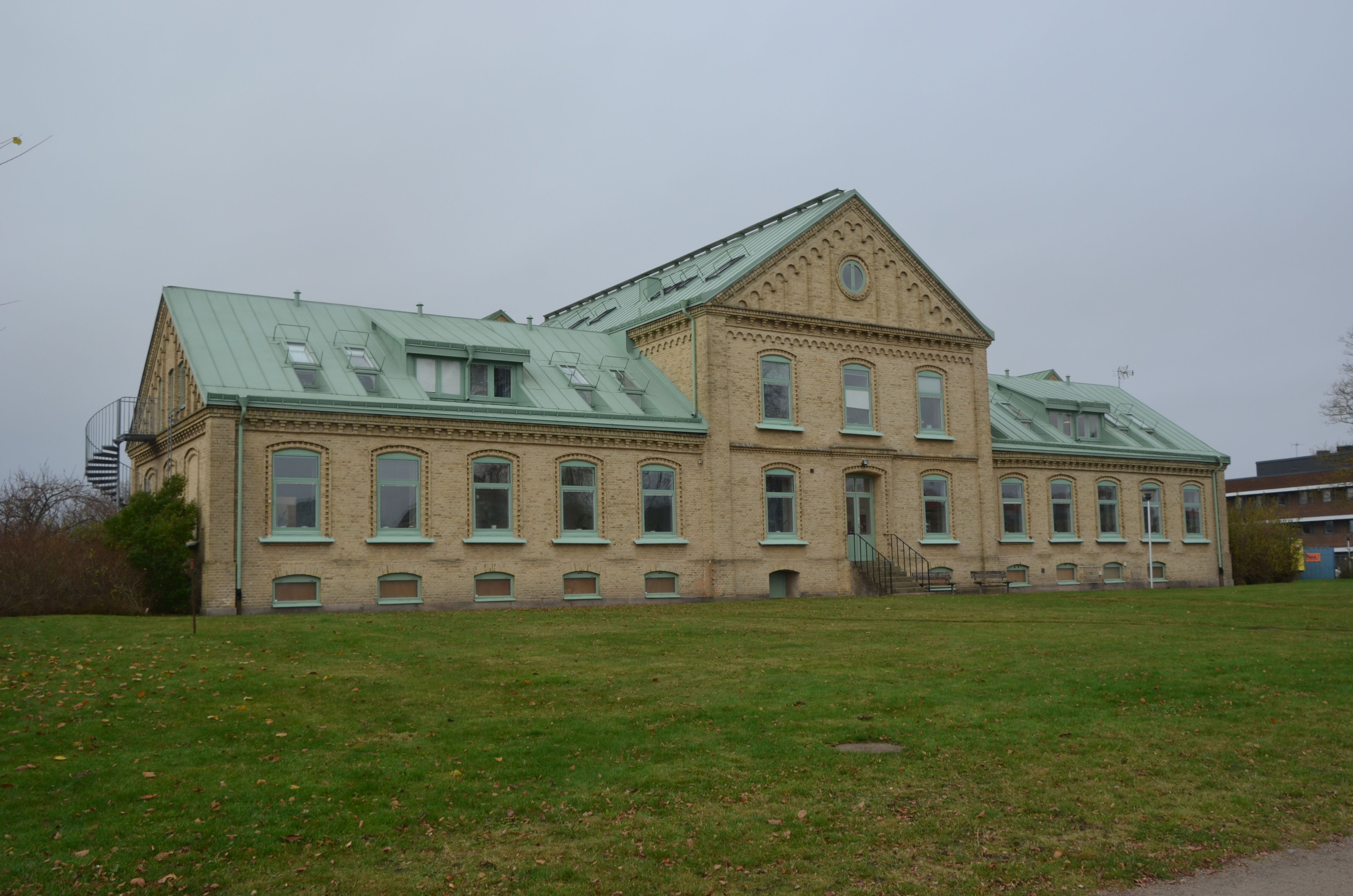
Gamla lasarettet.

Söder är en stadsdel i Halmstad som ligger väster om Nissan, söder och sydväst om Halmstads innerstad. Området var tidigare Kronolägenheten Slottsjorden och tillhörde Söndrums kommun.

## Historik
Den första delen som bebyggdes var delen utmed Nissan söder om Halmstads slott, mellan Nissan och nuvarande Södra vägen. Där uppfördes efter hand ett antal statliga och kommunala byggnader samt olika fabriker. Den första var Kronobränneriet på 1770-talet under Gustav III:s tid.
Närmast slottsområdet uppfördes 1868 Länscellfängelset, som ersatte slottet som fängelse. Mellan fängelset och Kronobränneriet renoverades förvaltarbostaden till Kronobränneriet 1835–1838 till Halmstads lasarett. Detta flyttades dit från sin ursprungliga lokal från 1784, belägen i det korsvirkeshus vid Stora Torg som numera är Tre Hjärtan. 
Slottsjorden införlivades 1890 i Halmstad stad, men först 1927 kunde staden förvärva marken av Kronan. Därefter har stadsdelen Söder byggts upp med bebyggelse med bostäder, tidigare framför allt småhus men från 1990-talet huvudsakligen med flerbostadshus.

## Framtidsplaner

### Ny vägbro över Nissan
I stadsplaneringen finns avsatt en markreservation för en vägbro över Nissan. Denna ligger i höjd med norra delen av tidigare Halmstads varvs område, skogsstrimman mellan Lotskolonien och reningsverket samt en båge över östra delen av Civila flygfältet till Slottsjordsvägen väster om Kattegattgymnasiet. Ett inriktningsbeslut fattades i november 2024 om en fast bro med två körfält samt gång- och cykelbanor på bägge sidor. Under den nya bron ska större motorbåtar kunna passera, men inte segelbåtar.

### Klimatsäkring
Lokala geografiska förutsättningar innebär att Söder är exceptionellt utsatt för översvämningsrisker. I stadens planer för att kunna möta framtida problem ingår för Söder arbeten i tre etapper:
- på kort sikt översvämningsbarriär längs västra sidan av Dragvägen
- på lite längre sikt invallning i en båge från Nissan i höjd med norra delen av Halmstads varv-tomten upp till Slottsjordsvägen, samt invallning av Västra strandens reningsverk
- ytterligare, ännu inte närmare diskuterade åtgärder för att klara 2070 års risknivå

## Byggnader och institutioner

### Skolor
På Söder finns Kattegattgymnasiet och grundskolan Slottsjordsskolan Söder (F-3). Den senare är ett provisorium som till 2027 beräknas bli ersatt av den nya grundskolan Söderskolan (F-9) omedelbart söder om Kattegattgymnasiet.
Hallandsposten hade till 2008 sin officin vid Fiskaregatan, vilken därefter 2018 omändrades till vårdcentral, Halmstads kulturskola och Kulturhuset Najaden. Tomten är dock belägen på Halmstads lägsta punkt, varför verksamheten måste flytta till annan del av staden till 2030, eventuellt på Österskans.

### Tidigare och aktuella offentliga byggnader, anläggningar och företag i urval
- Kronobränneriet
- Länsfängelset
- Halmstads tingsrätt
- Gamla lasarettet, numera Regionens hus
- Gamla polishuset, numera Slottsparkens äldreboende
- Västra strandens reningsverk
- Civila flygfältet
- Halmstads lotsstation
- Matadorverken
- AB Flygindustri
- Halmstads varv
- Marinstugan
- Kulturhuset Najaden